# K Records
K Records — американский независимый звукозаписывающий лейбл, основанный в 1982 году фронтменом Beat Happening Кэлвином Джонсоном. Изначально фокусировался на инди-попе и lo-fi музыке, в начале 1990-х имел тесные связи с Riot Grrrl!-сценой. Начиная с 1990-x на K Records издавались многие известные в будущем группы и исполнители, такие как Built to Spill, Бек, Modest Mouse, Chicks on Speed и другие.
Девиз фирмы — Exploding the teenage underground into passionate revolt against the corporate ogre since 1982 («Поднимаем молодёжный андеграунд на горячее восстание против корпоративного монстра с 1982 года»).

## История
Двадцатилетний Кэлвин Джонсон, сотрудник фэнзина Sub Pop и диджей на местной независимой радиостанции, основал K Records в 1982 году по примеру таких независимых лейблов, как Sun Records, Rough Trade, Dischord и SST. Первым релизом K Records стал кассета «Survival of the Coolest» местной команды Supreme Cool Beings, в которой играла будущая барабанщица Beat Happening Хезер Льюис. Дебютный мини-альбом Beat Happening, «Three Tea Breakfast», выходит на K в следующем году. Продюсером их следующего релиза, сингла «Our Secret», выступил Грег Сэйдж из Wipers.
Хотя изначально K Records фокусировался на местной инди-сцене, постепенно фирма налаживает связи с независимыми лейблами и исполнителями из других стран. В 1987 году лейбл запустил серию синглов под названием International Pop Underground, в которой выходили записи музыкантов из разных городов и стран. Фирма занимается также распространением записей с зарубежных дружественных лейблов, таких как Sarah Records и Flying Nun. В 1991 году состоялся организованный K Records фестиваль International Pop Underground Convention.
В конце 1985 году Кэлвин Джонсон и Тоби Вэйл организовали проект The Go Team (не путать с The Go! Team), в рамках которого вышла серия синглов, записанных с разными музыкантами из круга K Records и International Pop Underground; в их числе был молодой Курт Кобейн (сингл «Scratch It Out/Bikini Twilight», июль 1989). Позднее Кобейн вытатуировал логотип лейбла у себя на руке, что способствовало росту интереса к K Records со стороны публики и СМИ.
В начале 1990-x на K Records выпускаются многие видные Riot Grrrl!-группы, включая Bikini Kill, Bratmobile, Heavens to Betsy.
В середине — конце десятилетия многие исполнители, издававшиеся на K Records, получают популярность и за пределами независимой рок-сцены: Built to Spill, Бек, Modest Mouse. Известность приходит и к некоторым из «новичков», подписавшихся на лейбл 1990-x — начале 2000-x: в их числе, например, Кимья Доусон, The Microphones / Mount Eerie.
В 2000 году вышел документальный фильм The Shield Around the K: The Story of K Records, посвящённый истории лейбла и его роли в становлении американской независимой сцены.

## Исполнители
- Beat Happening
- Girl Trouble
- Стив Фиск
- The Cannanes
- Half Japanese
- Mecca Normal
- Some Velvet Sidewalk
- The Go Team
- Fitz Of Depression
- Courtney Love[~ 1]
- Unrest
- The Nation Of Ulysses
- Thatcher on Acid
- Thee Headcoats
- Heavenly
- Bikini Kill
- Heavens to Betsy
- Bratmobile
- Fifth Column
- Sentridoh
- Tiger Trap
- Kicking Giant
- Dub Narcotic Sound System
- Versus
- Pansy Division
- Honeybunch
- Modest Mouse
- The Halo Benders
- The Make Up
- Бек
- The Rickets
- Робин Хитчкок
- The Softies
- Belmondo
- Wandering Lucy
- Glo-Worm
- Snuff
- Karp
- The Dead Presidents
- The Crabs
- Love As Laughter
- The Bartlebees
- Bis
- Satan's Pilgrims
- D+
- Satisfact
- Old Time Relijun
- Treepeople
- Никки Макклюр
- Mocket
- The Rondelles
- The Spells
- Dura-Delinquent
- The Tentacles
- The Microphones
- Enemymine
- Сара Доэр
- Миранда Джулай
- Marine Research
- Джейсон Трэгер
- Mirah
- Wolf Colonel
- C.O.C.O.
- Chicks On Speed
- Little Wings
- All Girl Summer Fun Band
- Tender Trap
- Chromatics
- The Blow
- Деннис Дрисколл
- Yume Bitsu
- Landing
- The Beakers
- The Blackouts
- Кимья Доусон
- Tender Forever
- Maher Shalal Hash Baz
- Эдриен Орандж
- The Pine Hill Haints
- Jeremy Jay
- Карл Блау
- Джейсон Андерсон
- Mahjongg
- LAKE
- Desolation Wilderness
- The Hive Dwellers
- Chain & The Gang
- Kendl Winter
- Nucular Aminals
- Eprhyme
- City Center
- Тара Джейн О’Нил
- Lovers Without Borders
- The Shivas
- Kendl Winter And The Summer Gold
- Gigi
- Эшли Эрикссон